# كورتيس تايلور
كورتيس تايلور (بالإنجليزية: Curtis Taylor)‏ هو لاعب كرة قدم أمريكية أمريكي، ولد في 13 يوليو 1985 في بوغالوسا في الولايات المتحدة.

## وصلات خارجية
- كورتيس تايلور على موقع مرجع كرة القدم المحترفة.كوم (الإنجليزية)